# Fokker T.VIII
Le Fokker T.VIII  était un hydravion hollandais bimoteur de reconnaissance et bombardier-torpilleur, ayant trois hommes d'équipage. Développé à la fin des années 1930, il servit au sein des armées néerlandaises, britanniques et nazies. Cet avion fut initié par un appel d'offres du Service d'Aviation de la Marine néerlandaise (MLD) (Marine Luchtvaartdienst) pour la surveillance de ses côtes et de celles des Indes orientales néerlandaises.

## Conception
Le T.VIII W/G était un avion monoplan à ailes médianes constitué d'un fuselage ovale en 3 sections : le nez de l'appareil en alliage métallique léger, la section centrale en structure bois et la queue de l'appareil en acier entoilé. Les ailes sont constitués en 2 parties de contreplaqué collées sur une ossature de bakélite. Dans la variante T.VIII W/M, la queue, aussi bien que les ailes, sont constituées en alliage léger. Le train d'atterrissage est composé de deux flotteurs de duralumin constitués chacun avec six compartiments étanches et un réservoir de carburant.

## Service opérationnel

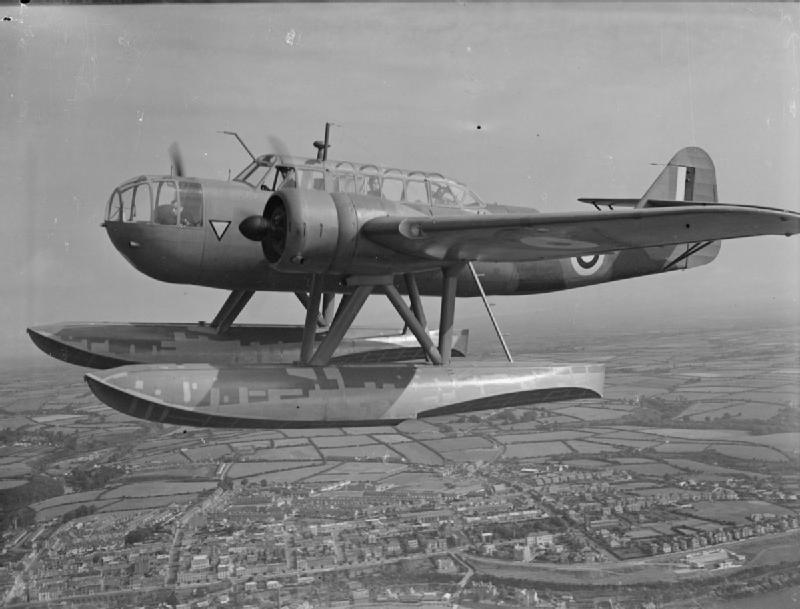
IWM-CH-1157-FOKKER-T-VIIIW.

La production fut lancée en 1938, juste après les essais et 11 appareils entrèrent en service au sein de l'aéronavale hollandaise. Durant l'invasion allemande (voir : Bataille des Pays-Bas) de mai 1940, 9 appareils se sont réfugiés dans des bases françaises et le 22 mai 1940, ils s'envolent vers l'Angleterre pour former le 302 squadron néerlandais, Coastal Command, de la Royal Air Force à Pembroke Dock (Pays de Galles). Le manque de pièces de rechange provoqua leur retrait du service actif peu après. 
Durant cette période, les Allemands complétèrent un T.VIII capturé en cours de construction dans l'usine Fokker, et après évaluation à Travemünde, le mirent en service actif dans la Mer du Nord en tant qu'avion de reconnaissance, de secours en mer et de lutte anti-sous-marine.
En mai 1941, le lieutenant hollandais Beelaerts van Blokland et son copilote, Govert Steen, avec le concours d'un ingénieur de chez Fokker, Lindeman, et d'un résistant néerlandais, Boomsma, volent un T. VIII-W du service de surveillance fluvial allemand de la IJ, à Amsterdam pour rejoindre les forces alliées en Angleterre.

## Variantes
- T.VIII W/G : Structure mixte en métal et bois. 19 unités construites.
- T.VIII W/M : Structure entièrement métallique. 12 unités construites.
- T.VIII W/C : Version plus grande avec des moteurs plus puissants. 5 sont commandés par la Finlande mais furent capturés et utilisés par la Luftwaffe

## Pays utilisateurs
- Finlande : L'armée de l'air finlandaise commanda 5 T.VIII W/C mais aucun ne fut livré.
- Reich allemand : La Luftwaffe utilisa pour son propre compte plusieurs appareils capturés.
- Pays-Bas : Aéronautique navale néerlandaise
- Royaume-Uni : Royal Air Force